# Jon Irisarri
Jon Irisarri Rincón (Leaburu, Guipúzcoa, 9 de noviembre de 1995) es un ciclista español. 

## Trayectoria
Debutó como profesional con el equipo Caja Rural-Seguros RGA en la temporada 2017 tras haber sido stagiaire en la segunda parte de la temporada 2016 y haber estado en el filial del equipo (Caja Rural-Seguros RGA amateur), donde consiguió varias victorias como amateur como el Gran Premio Macario, la Santikutz Klasika, una etapa de la Vuelta al Bidasoa, el Trofeo Eusebio Vélez y una etapa de la Vuelta a Castellón.
Tras cinco años en el conjunto navarro, en octubre de 2021 anunció su retirada.

## Palmarés

### Ruta
No consiguió victorias como profesional.

### Pista
2014
- 2.º en el Campeonato de España Persecución por Equipos (haciendo equipo con Ander Alonso, Unai Elorriaga y Illart Zuazubiskar)

2015
- 2.º en el Campeonato de España Persecución por Equipos (haciendo equipo con Ander Alonso, Gorka Etxabe y Illart Zuazubiskar)